# 5 000 meter för herrar i friidrott vid olympiska sommarspelen 1984
5 000 meter herrar vid olympiska sommarspelen 1984 i Los Angeles avgjordes 8-11 augusti. 

## Medaljörer
| Gren        | Guld                  | Guld        | Silver                  | Silver   | Brons                     | Brons    |
| 5 000 meter | Saïd Aouita · Marocko | 13.05,59 OR | Markus Ryffel · Schweiz | 13.07,54 | António Leitão · Portugal | 13.09,20 |

## Resultat
- Q innebär avancemang utifrån placering i heatet.
- q innebär avancemang utifrån total placering.
- DNS innebär att personen inte startade.
- DNF innebär att personen inte fullföljde.
- DQ innebär diskvalificering.
- NR innebär nationellt rekord.
- OR innebär olympiskt rekord.
- WR innebär världsrekord.
- WJR innebär världsrekord för juniorer
- AR innebär världsdelsrekord (area record)
- PB innebär personligt rekord.
- SB innebär säsongsbästa.
- w innebär medvind > 2,0 m/s

### Final
| Placering | Final                   | Tid         |
| --------- | ----------------------- | ----------- |
|           | Saïd Aouita (MAR)       | 13.05,59 OR |
|           | Markus Ryffel (SUI)     | 13.07,54    |
|           | António Leitão (POR)    | 13.09,20    |
| 4.        | Tim Hutchings (GBR)     | 13.11,50    |
| 5.        | Paul Kipkoech (KEN)     | 13.14,40    |
| 6.        | Charles Cheruiyot (KEN) | 13.18,41    |
| 7.        | Doug Padilla (USA)      | 13.23,56    |
| 8.        | John Walker (NZL)       | 13.24,46    |
| 9.        | Ezequiel Canário (POR)  | 13.26,50    |
| 10.       | Wilson Waigwa (KEN)     | 13.27,34    |
| 11.       | Ray Flynn (IRL)         | 13.34,50    |
| 12.       | Mats Erixon (SWE)       | 13.41,64    |
| 13.       | Eamonn Martin (GBR)     | 13.53,34    |
| 14.       | David Moorcroft (GBR)   | 14.16,61    |

### Semifinaler
| Placering | Heat 1                   | Tid      |
| --------- | ------------------------ | -------- |
| 1.        | Wilson Waigwa (KEN)      | 13.38,59 |
| 2.        | António Leitão (POR)     | 13.39,76 |
| 3.        | Markus Ryffel (SUI)      | 13.40,08 |
| 4.        | Ray Flynn (IRL)          | 13:40.74 |
| 5.        | Eamonn Martin (GBR)      | 13:41.70 |
| 6.        | Doug Padilla (USA)       | 13:41.73 |
| 7.        | Zakariah Barie (TAN)     | 13:43.49 |
| 8.        | Gerardo Alcala (MEX)     | 13:45.98 |
| 9.        | Paul Williams (CAN)      | 13:46.34 |
| 10.       | Steve Lacy (USA)         | 13:46.65 |
| 11.       | Omar Aguilar (CHI)       | 13:51.13 |
| 12.       | Zephaniah Ncube (ZIM)    | 13:53.25 |
| 13.       | Abdelrazzak Bounor (ALG) | 13:57.43 |
| 14.       | Antti Loikkanen (FIN)    | 13:58.74 |

| Placering | Heat 2                  | Tid      |
| --------- | ----------------------- | -------- |
| 1.        | Saïd Aouita (MAR)       | 13.28,39 |
| 2.        | David Moorcroft (GBR)   | 13.28,44 |
| 3.        | John Walker (NZL)       | 13.28,48 |
| 4.        | Charles Cheruiyot (KEN) | 13:28.56 |
| 5.        | Tim Hutchings (GBR)     | 13:28.60 |
| 6.        | Paul Kipkoech (KEN)     | 13:29.08 |
| 7.        | Mats Erixon (SWE)       | 13:29.72 |
| 8.        | Martti Vainio (FIN)     | 13:30.48 |
| 9.        | Ezequiel Canário (POR)  | 13:32.64 |
| 10.       | João Campos (POR)       | 13:34.46 |
| 11.       | Eduardo Castro (MEX)    | 13:42.04 |
| 12.       | Don Clary (USA)         | 13:46.02 |
| 13.       | Bob Verbeeck (BEL)      | 13:46.03 |
| 14.       | Salvatore Antibo (ITA)  | 13:47.53 |

### Försöksheat
| Placering | Heat 1                   | Tid      |
| --------- | ------------------------ | -------- |
| 1.        | Ezequiel Canário (POR)   | 13.43,28 |
| 2.        | Martti Vainio (FIN)      | 13.45,16 |
| 3.        | Tim Hutchings (GBR)      | 13.46,01 |
| 4.        | Ray Flynn (IRL)          | 13:46.84 |
| 5.        | Wilson Waigwa (KEN)      | 13:48.84 |
| 6.        | Doug Padilla (USA)       | 13:52.56 |
| 7.        | Vincent Rousseau (BEL)   | 13:57.96 |
| 8.        | José João da Silva (BRA) | 14:03.44 |
| 9.        | Jorge García (ESP)       | 14:12.15 |
| 10.       | Mohamed Rutitinga (TAN)  | 14:27.78 |
| 11.       | Julio Gómez (ARG)        | 14:28.48 |
| 12.       | George Mambosasa (MAW)   | 14:48.08 |
| 13.       | Basil Kilani (JOR)       | 15:20.58 |
| 14.       | Nimley Twegbe (LBR)      | 17:36.69 |
| 15.       | Ali Mohamed Hufane (SOM) | DNF      |

| Placering | Heat 2                 | Tid      |
| --------- | ---------------------- | -------- |
| 1.        | Mats Erixon (SWE)      | 13.44,45 |
| 2.        | John Walker (NZL)      | 13.44,75 |
| 3.        | Don Clary (USA)        | 13.44,97 |
| 4.        | Saïd Aouita (MAR)      | 13:45.66 |
| 5.        | Bob Verbeeck (BEL)     | 13:46.27 |
| 6.        | Christoph Herle (FRG)  | 13:46.35 |
| 7.        | Paul Williams (CAN)    | 13:47.56 |
| 8.        | Stijn Jaspers (NED)    | 13:58.51 |
| 9.        | Ahmed Musa Jouda (SUD) | 13:59.41 |
| 10.       | Piero Selvaggio (ITA)  | 14:04.74 |
| 11.       | Necdet Ayaz (TUR)      | 14:36.89 |
| 12.       | Eugène Muslar (BIZ)    | 15:05.78 |
| 13.       | John Tau (PNG)         | 15:24.68 |
| 14.       | Ruddy Cornielle (DOM)  | 17:16.77 |
| 15.       | Fethi Baccouche (TUN)  | DNF      |

| Placering | Heat 3                  | Tid      |
| --------- | ----------------------- | -------- |
| 1.        | Charles Cheruiyot (KEN) | 13.45,99 |
| 2.        | Eamonn Martin (GBR)     | 13.46,16 |
| 3.        | Markus Ryffel (SUI)     | 13.46,16 |
| 4.        | Steve Lacy (USA)        | 13:46.16 |
| 5.        | João Campos (POR)       | 13:46.27 |
| 6.        | Salvatore Antibo (ITA)  | 13:46.32 |
| 7.        | Zephaniah Ncube (ZIM)   | 13:46.33 |
| 8.        | Uwe Mönkemeyer (FRG)    | 13:48.66 |
| 9.        | Gerardo Alcala (MEX)    | 13:50.60 |
| 10.       | Arie Gamliel (ISR)      | 14:02.98 |
| 11.       | Alphonse Swai (TAN)     | 14:22.20 |
| 12.       | Luis Tipán (ECU)        | 14:52.43 |
| 13.       | Ramón López (PAR)       | 15:15.64 |

| Placering | Heat 4                     | Tid      |
| --------- | -------------------------- | -------- |
| 1.        | António Leitão (POR)       | 13.51,33 |
| 2.        | Dave Moorcroft (GBR)       | 13.51,40 |
| 3.        | Eduardo Castro (MEX)       | 13.51,46 |
| 4.        | Antti Loikkanen (FIN)      | 13:51.47 |
| 5.        | Abdelrazzak Bounour (ALG)  | 13:51.52 |
| 6.        | Omar Aguilar (CHI)         | 13:51.53 |
| 7.        | Paul Kipkoech (KEN)        | 13:51.54 |
| 8.        | Zakariah Barie (TAN)       | 13:53.00 |
| 9.        | Antonio Selvaggio (ITA)    | 13:55.73 |
| 10.       | Roger Soler (PER)          | 14:28.26 |
| 11.       | Orlando Mora (CRC)         | 14:33.49 |
| 12.       | Masini Situ-Kumbanga (ZAI) | 15:02.52 |
| 13.       | Ali Al-Ghadi (YAR)         | 16:06.58 |